# Juan García Oliver
Juan García Oliver (Reus, 20 de enero de 1902-Guadalajara, 13 de julio de 1980) fue un anarquista español. Junto a Buenaventura Durruti fundó el grupo de «Los Solidarios», al cual se le adjudicaron varios asesinatos, e incluso el intento de asesinato del rey Alfonso XIII. Durante la guerra civil española, fue ministro de Justicia bajo la presidencia de Francisco Largo Caballero. Tras la contienda partió al exilio en México, donde murió.

## Biografía
Nacido en Reus, en un hogar obrero muy humilde —sus padres eran obreros textiles— dejó la escuela a los once años. En 1916, se fue a Tarragona para trabajar de camarero, que fue su oficio en los primeros años de su vida obrera. Al año siguiente, llegó a Barcelona, la ciudad que formó sus perspectivas adultas.
Después de unos meses en la Unión General de Trabajadores (UGT, en 1919 se afilió a la Confederación Nacional del Trabajo (CNT) anarquista y entró en el antiguo Sindicato de Camareros que, con la creación del modelo organizativo de los sindicatos únicos en el congreso de Sants (1918), iba a formar una sección dentro del Sindicato Único de la Alimentación.
En 1922 participó en la formación del grupo de acción directa Los Solidarios, junto con otros jóvenes militantes de los grupos de defensas cenetistas, como Durruti, Francisco Ascaso, Alfonso Miguel y Aurelio Fernández, entre otros muchos, un grupo clave en la evolución del movimiento anarcosindicalista en España.
Fue detenido en agosto de 1923, un mes antes del golpe de Estado del general Miguel Primo de Rivera, por un atentado contra unos pistoleros del Sindicato Libre en Manresa, así que pasó los primeros años de la dictadura en la cárcel de Burgos, hasta el invierno de 1925. Una vez liberado, se exilió en París, y allí estuvo involucrado en complots para asesinar a Mussolini y al rey Alfonso XIII, en el caso de este último durante su visita a la capital francesa en el verano de 1926. Ese mismo año García Oliver, Durruti y Ascaso estuvieron conspirando con Francesc Macià previamente a la confusa expedición armada de Prats de Molló. Perseguido por la policía francesa, García Oliver tuvo que abandonar el país, siendo detenido posteriormente en España tras entrar clandestinamente y permaneció encarcelado hasta la proclamación de la II República en abril de 1931.
La figura de García Oliver está muy unida a la de Durruti, quien había huido a Argentina y a otros países latinoamericanos y europeos. Con este se integró en la Federación Anarquista Ibérica (FAI). Empieza por difundir la práctica cenetista y así nació Nosotros, basado en los antiguos componentes del mítico grupo Los Solidarios con Durruti, Ascaso, Gregorio Jover y otros compañeros. Ahora bien, si Angel Pestaña y Juan Peiró dejaron esta táctica en 1923, Nosotros y García Oliver la continuaron hasta 1933.
En 1931 declaró que había que lanzarse a la revolución sin esperar, y que los treintistas la remitían a fechas completamente absurdas. Pero en diciembre de 1933 se opuso a la tentativa de Durruti y Ascaso y la Regional aragonesa, cuando estaba de acuerdo para la de enero, todo ello sin estar en la FAI que aparecía como responsable y cuyos militantes luchaban.
En el congreso de la CNT de mayo de 1936, afirmaba que fue el artífice de la reunificación pero que su proyecto de ejército no fue adoptado a causa de la actitud de Federica Montseny, Diego Abad de Santillán y Miró, entre otros. Se puede observar, según los textos que publicó Antonio Elorza en Revista del Trabajo, n.º 32, que los proyectos para el Congreso de Zaragoza de los sindicatos de Santillán y García Oliver no se diferencian mucho, en particular para la cuestión militar.
El 9 de mayo de 1934 Oliver y un grupo de líderes cenetistas visitan el Palacio de la Generalidad de Cataluña. Entre los líderes figuran Eusebi Carbó, Germinal Esgleas, Ricardo Sanz García y Pedro Herrera Camarero. El titular de prensa es sorprendente: "La C.N.T. reconoce la autoridad del gobierno de la Generalidad de Cataluña". 
Tras los días de lucha de julio en Barcelona (debiéndose la victoria según García Oliver a la organización dada por él) tuvo lugar un pleno de locales y comarcales el 23 de julio (pp. 171 y 184 y ss. de El eco de los pasos). García Oliver y la comarcal del Bajo Llobregat propusieron ir por todo (es decir proclamar el comunismo libertario) pero hubo unanimidad en contra, y García Oliver se planteó las causas, pareciendo sugerir dos explicaciones: a) la ignorancia del anarquismo; b) la actividad de los grupos disolventes.
Cuando la CNT decidió entrar en el Gobierno de la Segunda República durante la guerra civil española, aceptó asumir el cargo de ministro de Justicia bajo la presidencia de Francisco Largo Caballero, a pesar de no tener ninguna formación jurídica ni experiencia con la Justicia (al margen de su procesamientos por diversos crímenes). Se mantuvo en el cargo entre noviembre de 1936 y mayo de 1937. Meses antes ya había sido consejero de la Generalidad de Cataluña. Intentó convencer a los trabajadores para que se desarmasen durante las jornadas de mayo de 1937 en Barcelona, llamando a un cese del fuego. En su ejercicio como ministro, fueron abolidas las tasas judiciales y los expedientes penales destruidos. Esta medida insólita, la destrucción de los expedientes penales, fue acompañada de la liberación de muchos criminales encarcelados para su ingreso en las diversas milicias republicanas, y se realizó sin que mediase ningún procedimiento jurídico, con la simple incautación y destrucción del archivo por parte de los milicianos de García Oliver. Acto seguido, éste atribuyó la destrucción a un bombardeo de la aviación nacional (Témoignages complémentaires pour l'histoire d'Espagne - La guerre civile 1936-1939, Madrid, Gráficas Aragón, 1953). Durante la Guerra Civil, manifestó: «Se está dando un fenómeno en esta guerra, y es que los fascistas cuando les atacan en una ciudad aguantan mucho y los nuestros no aguantan nada; ellos cercan una ciudad y al cabo de unos días es tomada. La cercamos nosotros y nos pasamos allí toda la vida».
En Barcelona hubo una serie de enfrentamientos entre grupos revolucionarios y el gobierno republicano. Entre los primeros estaban los militantes anarcosindicalistas de CNT, Federación Ibérica de Juventudes Libertarias (FIJL), FAI y el comunista Partido Obrero de Unificación Marxista (POUM), principalmente. La central de Telefónica, en manos de la CNT, fue desalojada por fuerzas del orden republicano lo que provocó el estallido del enfrentamiento; barricadas, muertos, una guerra civil interna en el bando republicano. 
Algunos ministros del gobierno o dirigentes de la central sindical, como García Oliver, pidieron el cese del fuego así como la unión ante el fascismo, argumentando que era preferente ganar la guerra. Algunos lo consideraron como un traidor hacia al anarquismo español, por haberse comprometido con el gobierno, mientras otros creen que aquellas concesiones eran necesarias para acabar con Franco.
Al finalizar la guerra civil, se exilió en Guadalajara (México), donde murió en 1980. En 1978 había publicado El eco de los pasos, su autobiografía, que comienza con las siguientes palabras:

En la medida de lo posible deben irse aportando ya los materiales de la verdadera historia del anarcosindicalismo en su aspecto humano, más importante que las manifestaciones burocráticas que tanto se han prodigado. Solamente la veracidad puede dar la verdadera dimensión de lo que fuimos.
La verdad, la bella verdad solo puede ser apreciada si, junto a ella, como parte de ella misma, está también la fea cara de la verdad.

Se conserva una grabación sonora de un discurso de Juan García Oliver donde califica a los miembros del grupo, incluyéndose él mismo, como "los mejores terroristas de la clase trabajadora, los que mejor podían devolver golpe por golpe el terrorismo blanco contra el proletariado" como los asesinatos de Salvador Seguí o Francesc Layret por parte de la patronal.

### Reconocimientos
Fue sepultado el 16 de julio de 1980 en el panteón 
Colonias de Zapopan, Jalisco, en la misma tumba que su hijo, Juan García Álvarez, quien falleció en un accidente en enero de 1964. Una investigación de la Confederación General del Trabajo de España (CGT) iniciada en el 2015 reveló que allí se encontraban.

## Libros
- El eco de los pasos, autobiografía en la que García Oliver analiza también el anarcosindicalismo "en la calle", "en el Comité de Milicias", "en el gobierno " y "en el exilio".
- Agustín Guillamón, Ecos y pasos perdidos de Juan García Oliver, Calumnia Edicions, 2021
- Miguel Amorós, Durruti en el laberinto, Muturreko Burutazioak, Bilbao, 2006. ISBN 9788496044739. En este libro se hace referencia a la actuación de García Oliver durante la Guerra civil.
- Fulvio Abbate, Il ministro anarchico, Baldini Castoldi Dalai, Milano, 2004.